# Казвелл (Вісконсин)
Казвелл (англ. Caswell) — місто (англ. town) в США, в окрузі Форест штату Вісконсин. Населення — 72 особи (2020).

## Демографія
Згідно з переписом 2010 року, у місті мешкала 91 особа в 43 домогосподарствах у складі 23 родин. Було 156 помешкань
Расовий склад населення:
| - 96,7 % — білих - 3,3 % — корінних американців |

До двох чи більше рас належало 0,0 %. Частка іспаномовних становила 3,3 % від усіх жителів.
За віковим діапазоном населення розподілялося таким чином: 20,9 % — особи молодші 18 років, 69,2 % — особи у віці 18—64 років, 9,9 % — особи у віці 65 років та старші. Медіана віку мешканця становила 42,3 року. На 100 осіб жіночої статі у місті припадало 145,9 чоловіків;  на 100 жінок у віці від 18 років та старших — 148,3 чоловіків також старших 18 років.
Середній дохід на одне домашнє господарство  становив 55 546 доларів США (медіана — 45 833), а середній дохід на одну сім'ю — 64 338 доларів (медіана — 54 375). Медіана доходів становила 33 750 доларів для чоловіків та 23 750 доларів для жінок. За межею бідності перебувало 1,5 % осіб, у тому числі 0,0 % дітей у віці до 18 років та 0,0 % осіб у віці 65 років та старших.
Цивільне працевлаштоване населення становило 32 особи. Основні галузі зайнятості: освіта, охорона здоров'я та соціальна допомога — 37,5 %, виробництво — 31,3 %, сільське господарство, лісництво, риболовля — 12,5 %, публічна адміністрація — 6,3 %.